# Depresszió
Depresszió é uma banda húngara de rock/metal.

## Membros
- Halász Ferenc – vocal, guitarra
- Hartmann Ádám – guitarra
- Nagy Dávid – bateria
- Kovács Zoltán – baixo

## Discografia
- Messiás (Demo) (1998)
- Tiszta Erőből (2000)
- Amíg Tart... (2002)
- Egy Életen Át (2004)
- Depi Birth DayVD (DVD) (2005)
- Még1X (EP) (2006)
- Az Ébredés Útján (2006)
- DE 3.14 Live (DVD) (2008)
- Egyensúly (2008)
- Nincs jobb kor (2010)